# Sur la piste (film)
Pour les articles homonymes, voir Sur la piste.
Pour plus de détails, voir Fiche technique et Distribution.
Sur la piste est un documentaire français réalisé par Julien Samani, sorti en 2007.

## Synopsis
L'errance de trois adolescents désœuvrés dans la « cité des 4000 » à La Courneuve en Seine-Saint-Denis. 

## Fiche technique
- Titre : Sur la piste
- Réalisation : Julien Samani
- Scénario : Julien Samani
- Photographie : Julien Samani
- Son : Julien Samani
- Montage : Thomas Marchand et Benjamin Weil
- Société de production : Château-Rouge Production
- Pays d’origine :  France
- Genre : documentaire
- Durée : 32 minutes
- Date de sortie : France, 12 avril 2007

## Distinctions
- 2006 : Grand Prix du court métrage documentaire au festival Entrevues de Belfort[1]